# Ponte Ilsan
A Ponte Ilsan (em coreano:  일산대교) é uma ponte que cruza o rio Han, e liga as cidades de Gimpo e Goyang, em Gyeonggi, Coreia do Sul. A ponte foi concluída em 31 de dezembro de 2007.